# Ephydra hians
Espèce
Ephydra hians est une espèce de mouches de la famille des Ephydridae vivant en Amérique du Nord, en particulier sur les rives de Mono Lake, en Californie. Mesurant de 4 à 7 mm, cette mouche a la particularité de plonger dans l'eau du lac à quelques mètres de profondeur enveloppée dans une bulle d'air, afin d'aller chercher les algues microscopiques dont elle se nourrit ou de pondre ses œufs. Elle reste en profondeur une quinzaine de minutes avant de remonter sous l'effet de la poussée d'Archimède.

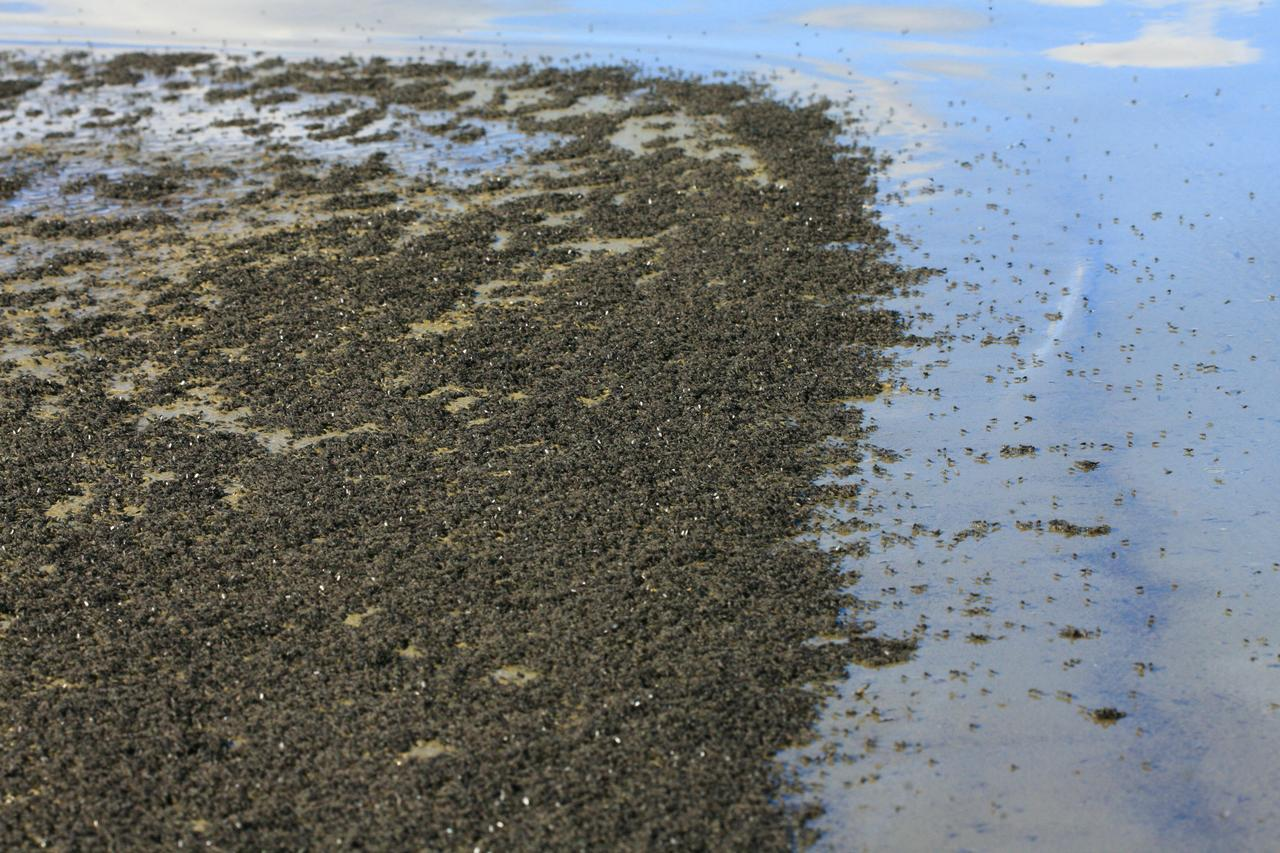
Importante population dEphydra hians sur les rives de Mono Lake

Le piégeage de l'air a été expliqué en 2017 : la cuticule d'Ephydra hians contient des hydrocarbures de petite masse moléculaire et est recouverte d'une grande densité de soies hydrophobes,.